# Bibliothèque de philosophie contemporaine

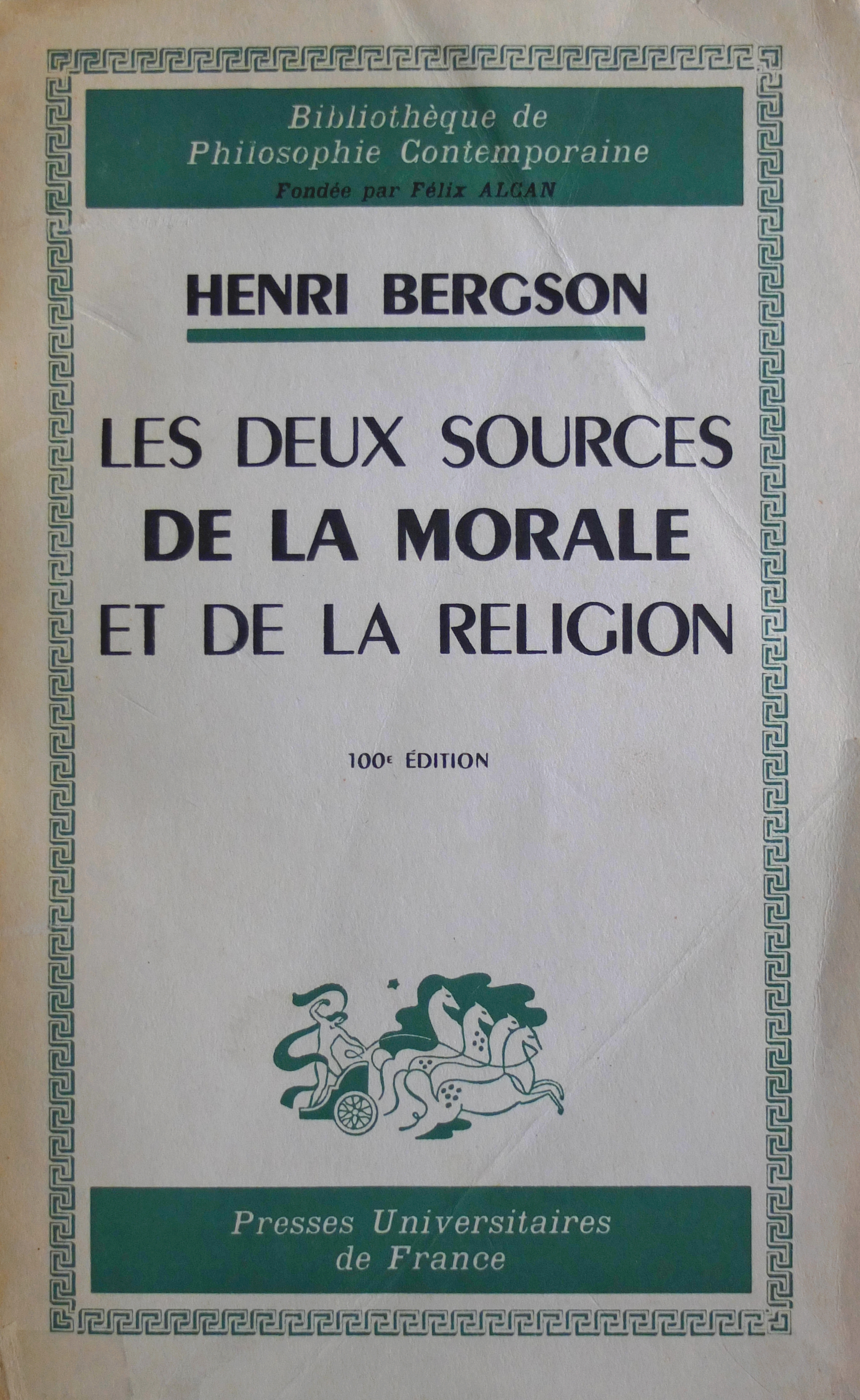
Une œuvre d'Henri Bergson imprimée en 1961 par les Presses universitaires de France, première édition en 1932.

La Bibliothèque de philosophie contemporaine était une collection de philosophie publiée par l'éditeur Gustave-Germer Baillière (1864-1883), puis par les éditions Félix Alcan (1884-1940), et enfin par les Presses universitaires de France.

## Liste des titres par année

### Titres parus entre 1864 et 1883 aux éditionsGustave-Germer Baillière
Cent cinquante titres ont été édités chez Germer Baillière.